# Білгорай (гміна)
Гміна Білгорай (ґміна Білґорай, пол. Gmina Biłgoraj) — сільська гміна у східній Польщі. Належить до Білгорайського повіту Люблінського воєводства.
Станом на 31 грудня 2011 у гміні проживало 12971 особа.

## Площа
Згідно з даними за 2007 рік площа гміни становила 261.41 км², у тому числі:
- орні землі: 35.00 %
- ліси: 59.00 %

Таким чином, площа гміни становить 15.58 % площі повіту.

## Населення
Станом на 31 грудня 2011:
| Опис     | Загалом | Загалом | Чоловіки | Чоловіки | Жінки | Жінки |
| -------- | ------- | ------- | -------- | -------- | ----- | ----- |
| одиниця  | осіб    | %       | осіб     | %        | осіб  | %     |
| все      | 12971   | 100     | 6488     | 50.02    | 6483  | 49.98 |
| міське   | 0       | 100     | 0        |          | 0     |       |
| сільське | 12971   | 100     | 6488     | 50.02    | 6483  | 49.98 |

## Сусідні гміни
Гміна Білгорай межує з такими гмінами: Александрув, Білгорай, Біща, Дзволя, Фрамполь, Гарасюкі, Ксенжполь, Радечниця, Терешполь.